# 2040年代
| 千纪： | 3千纪                                                                                            |
| 世纪： | 20世纪 \| 21世纪 \| 22世纪                                                                       |
| 年代： | 2010年代 \| 2020年代 \| 2030年代 \| 2040年代 \| 2050年代 \| 2060年代 \| 2070年代                 |
| 年份： | 2040年 \| 2041年 \| 2042年 \| 2043年 \| 2044年 \| 2045年 \| 2046年 \| 2047年 \| 2048年 \| 2049年 |

2040年代从2040年1月1日开始，到2049年12月31日结束。

## 科幻作品

### 電視劇與電影
- 《2046》
- 《2049－完美預測》
- 《2049－刺蝟法則》
- 《撕裂地平線》
- 《銀翼殺手2049》
- 《來自未來的史密特》

### 電玩遊戲
- 《戰地風雲2042》

## 知名的预测和已知事件
- 第二次世界大戰（1945年）結束100年。
- 美国国家航空航天局局（NASA）可能执行飞往木星的卫星木卫四的载人任务。[1]
- 若臺灣問題遲遲未解決，將會於此時自動獨立。[2]

### 2041年
南極條約將在這年進行審查。

### 2042年
根据美国人口普查局的预测，那些认为自己是西班牙裔或拉丁裔、非洲裔美国人、亚洲裔美国人、太平洋岛民和土著美国人的美国居民人数将超过那些认为自己是非西班牙裔白人的人数。

### 2045年
雷蒙德·库茨魏尔在著作《奇点迫近》中描述了技术奇异点将在2045年出现。
8月17日：印尼独立100周年。

### 2047年
7月1日：香港現行第十屆政府的「一國兩制」將到期。根據香港基本法第一章第五條规定：「香港特别行政区不实行社会主义制度和政策，保持原有的资本主义制度和生活方式50年不变」。當《基本法》在1997年7月1日通过，经过50年不變後将在2047年6月30日的時間结束。該協議是鄧小平曾在處理香港回歸時提出的，並在1984年的《中英聯合聲明》中定明，然而沒有任何文件說明50年後將會怎樣安排。

### 2049年
10月1日：中华人民共和国成立100周年，「两个一百年」当中第二个一百年目标的预计实现时间。同時當日也是「一帶一路」倡議的预计完成日子。
12月20日：根據《澳門基本法》和《中葡聯合聲明》，自1999年12月20日起開始為期50年的澳門「一國兩制」將到期。